# Sutra del Diamante

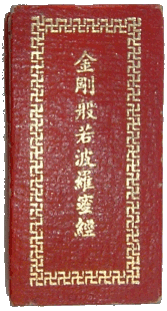
Il Sūtra del Diamante in cinese

Il Sūtra del Diamante è un celebre breve sūtra Mahāyāna della classe dei sūtra della Prajñāpāramitā.

## Il titolo
Il titolo con cui è maggiormente noto è una abbreviazione del titolo completo. 
- In sanscrito è noto come वज्रच्छेदिका प्रज्ञापारमितासूत्र Vajracchedikā-prajñāpāramitā-sūtra (Sūtra del Diamante che recide [l'illusione]).
- In cinese: 金剛般若波羅蜜多經 (pinyin: Jīngāng Bōrě Bōluómìduō Jīng), abbreviato spesso come 金剛經, (pinyin: Jīngāng Jīng);
- in giapponese: Kongō hannya haramitsu kyō (abbreviato in: Kongō kyō);
- in coreano: 금강반야바라밀경 Geumgang ban-ya baramil gyeong (abbreviato in: Geumgang gyeong);
- in vietnamita: Kim cương bát-nhã-ba-la-mật-đa kinh (abbreviato in: Kim cương kinh);
- in tibetano: འཕགས་པ་ཤེས་རབ་ཀྱི་ཕ་རོལ་ཏུ་ཕྱིན་པ་རྡོ་རྗེ་གཅོད་པ་ phags pa shes-rab-kyi pha-rol-tu-phyin-pa rdo-rje gcod-pa zhes-bya-ba theg-pa chen-po'i mdo (pr.: Pakpa Sherab Kyi Parultu Chinpa Dorje Chupa Shejawa Tekpa Chenpoy Do) abbreviato come: rdo rje gcod pa (Dorje Chupa);
- in mancese: Enduringge wacir i lashalara sure i cargi dalin de akūnaha gebungge amba kulge i nomun.

## Le traduzioni
Dall'originale in sanscrito, di cui esistono due copie del XVI secolo tramandate in Cina e Tibet e una del XVIII secolo conservatasi in Giappone, furono compiute varie traduzioni storiche in cinese (nel Canone cinese conservate nel Bōrěbù), che fu la lingua veicolare per la diffusione del sūtra in Vietnam, Corea e Giappone.
Tra i principali traduttori dal sanscrito al cinese si segnalano:
- Kumārajīva (334—413) tradotto nel 407 e gli diede il titolo, poi divenuto classico, di 金剛般若波羅蜜經 (T.D. 235.8.748c-752c).
- Bodhiruci nel 509 sempre come 金剛般若波羅蜜經 (T.D. 236.8.752c-761c).
- Paramārtha (499—569) nel 562 sempre come 金剛般若波羅蜜經 (T.D. 237.8.762a-766c).
- Dharmagupta nel 605 invece con il titolo 金剛能斷般若波羅蜜經 (T.D. 238.8.766c-771c)
- Xuánzàng（602－664） tradotto nel 660-663 e lo intitolò 大般若波羅蜜經·第九會能斷金剛分 (T.D. 220).
- Yìjìng (635-713) tradotto nel 703 e lo intitolò 佛說能斷金剛般若波羅蜜多經 (T.D. 239.8.771c-775b).

Dal sanscrito al tibetano ad opera di Śīlendrabodhi e Ye śes sde verso l'anno 800.
In mongolo le traduzioni esistenti sono:
- una anonima datata 1629
- una tradotta da Siregetū Güši (fine XVI inizi XVII secolo)
- una tradotta da Zaya Paṇḍita (tra il 1650-1662)

Le traduzioni mongole, sebbene prevalentemente derivate dalla versione tibetana anziché sanscrita, presentano termini in uiguro, indo-sogdiano e tokhario, elementi che fanno pensare a una parziale derivazione da traduzioni precedenti in queste lingue centro-asiatiche. Delle versioni in lingue centro-asiatiche rimane, trovato a Bamiyan un manoscritto del VI-VII secolo scritto nei caratteri di Gilgit/Bamyan di Tipo 1.
In epoca contemporanea Max Müller e Edward Conze lavorarono per produrre delle edizioni sanscrite basate sulle varie edizioni esistenti, il loro lavoro fu poi utilizzato per la comparazione con le traduzioni esistenti del sūtra in khotanese, cinese e tibetano.

## Il testo a stampa più antico

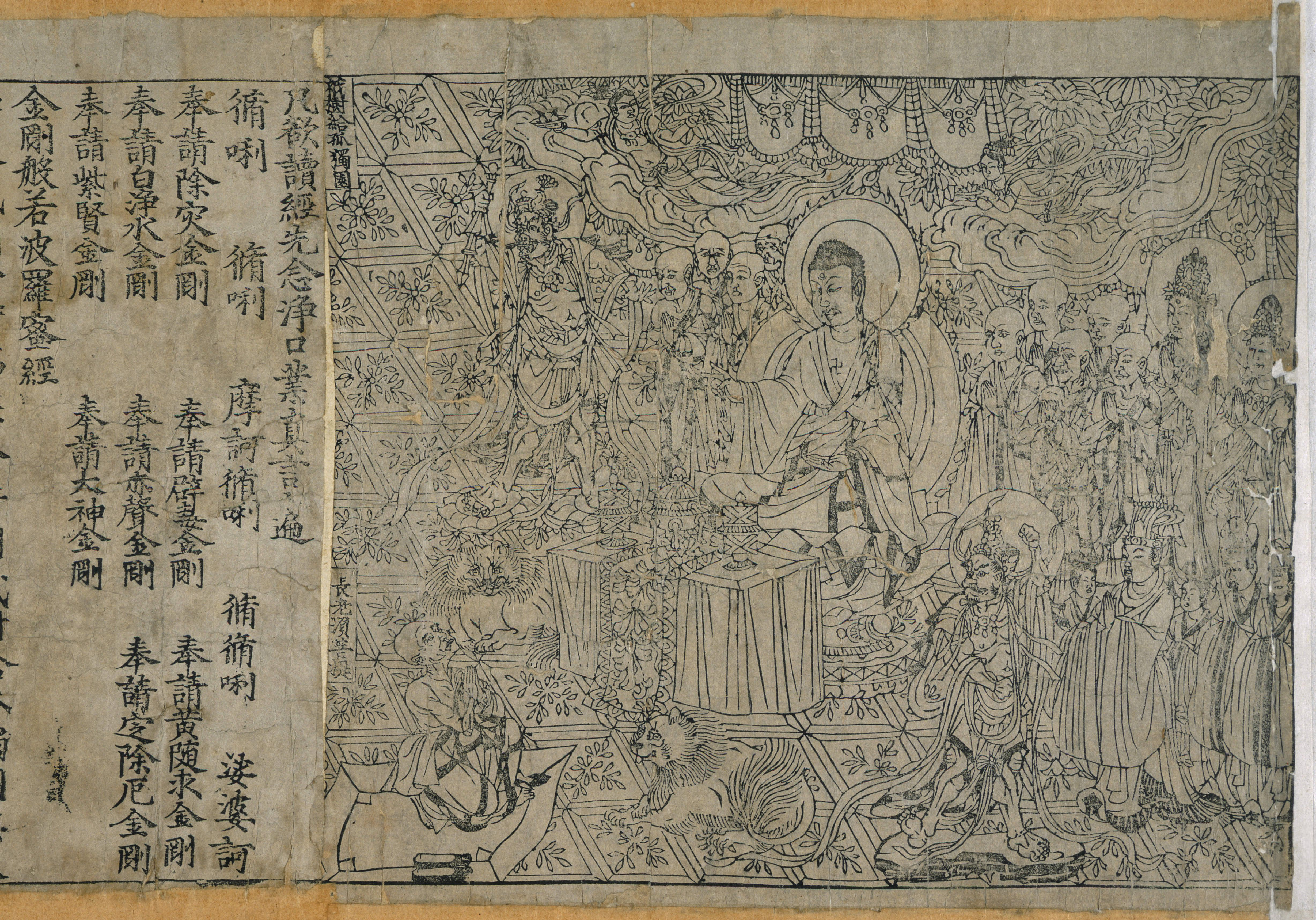
Il Sūtra del Diamante in cinese, il testo a stampa più antico del mondo, stampato nell'868 e conservato presso la British Library.

Nelle grotte di Mogao a Dunhuang, l'archeologo britannico Aurel Stein trovò nel 1907  una copia del Sūtra del Diamante nella traduzione cinese di Kumārajīva che risultò essere il più antico testo a stampa oggi esistente. La copia, integra, fu realizzata con la tecnica della xilografia, quindi il testo era stampato come immagine. Il frontespizio dell'opera contiene l'illustrazione della scena in cui si svolge il dialogo del sūtra stesso. La copia riporta il nome del committente, Wang Jie (altrimenti ignoto), e la data di stampa: il 15mo giorno del Quarto mese del Nono anno del periodo Xiantong del sovrano Tang Yìzōng, corrispondente all'11 maggio 868. Attualmente la copia unica è posseduta dalla British Library.
Precedenti a questa copia esistono solo frammenti di testi: una dharani pubblicata tra il 650 e il 670 e scoperta a Xi'an nel 1974 e frammenti di un Saddharmapuṇḍarīka-sūtra datato tra il 690 e il 699. Un altro esempio precedente potrebbe essere una dharani, chiamata Sutra della Dharani della Pura Luce rinvenuta nel tempio Pulguk nella provincia sud-occidentale di Kyŏngju in Corea, la cui data è controversa ma potrebbe risalire al 751.
Il Sutra del Diamante di Dunhuang risulta quindi il testo completo a stampa più antico con datazione certa, precedendo la Bibbia di Gutenberg di ben 587 anni.
Nella diffusione della stampa verso Occidente si trovarono a Turfan (nel Turkestan orientale) dei blocchi per la stampa in caratteri uiguri datati attorno al 1300. Procedendo ancora più ad ovest, nel mondo persiano la prima descrizione del sistema a stampa di invenzione cinese risulta essere a mano di Rashīd al-Dīn Fadhl-allāh Hamadānī che, tramite i sovrani mongoli di Persia (Ilkhan) poté avere accesso alle informazioni provenienti dall'Estremo Oriente. Nella sua opera Jami' al-Tasanif al-Rashidi (1301-1311) descrive la preparazione dei blocchi di legno e menziona per la prima volta la numerazione delle pagine.

## Il contenuto

### L'Incipit
Come moltissimi sūtra anche questo si apre con la formula sanscrita: "evaṃ mayā śrutam" (एवं मया श्रुतम् "Così ho udito"; cinese: 如是我聞 rúshì wǒwén). Il luogo in cui si svolge il dialogo è Śrāvastī, nel bosco di Jeta nel giardino di Anathapindika. Il Buddha, dopo aver fatto il giro di Śrāvastī chiedendo cibo in elemosina, una volta consumato il pasto e lavatisi i piedi si sedette nella posizione del loto, padmasana. Quindi, presenti i bhikkhu e i bodhisattva, Subhūti si fece avanti con una domanda che dà il via al dialogo.

### Il dialogo
Subhūti domandò quale sia la pratica che deve seguire una persona che volesse perseguire la via del bodhisattva. A questo punto il Buddha rispose che il bodhisattva doveva porsi come obiettivo la liberazione di tutti gli esseri: i "nati da uovo, nati da un utero [...] con o senza forma; dotati di percezione, privi di percezione e privi sia di percezione che di non-percezione".

Tuttavia, per quanto gigantesco sia il compito del voto - portare alla Liberazione tutti gli esseri - il Buddha aggiunge che nessun essere è guidato effettivamente verso il Nirvāṇa.
tatkasya hetoḥ? sacetsubhūte bodhisattvasya sattvasaṁjñā pravarteta, na sa bodhisattva iti vaktavyaḥ tatkasya hetoḥ? na sa subhūte bodhisattvo vaktavyo yasya sattvasaṁjñā pravarteta, jīvasaṁjñā vā pudgalasaṁjñā va pravarteta»
Il senso è che solo a partire dalla Perfezione della Saggezza, la Prajñāpāramitā, dalla posizione di chi ha annullato le distinzioni, che la pratica della via del bodhisattva diventa possibile, diventando un donatore che dona senza percepire sia il fatto di essere un donatore sia l'atto stesso del dono.
Da questo punto del testo in poi è il Buddha che pone domande secche a Subhūti che risponde sempre prontamente. Quindi passa a negare l'esistenza intrinseca dei trentadue segni maggiori di un Buddha, dei limiti temporali al Dharma, e della stessa realtà intrinseca della Liberazione, che non può essere né un dharma né un non-dharma. L'insegnamento stesso del Buddha, il Dharma, pur producendo immensi meriti, non può essere considerato né entità né non-entità, e come tale non può essere dato o preso nel piano della Prajñāpāramitā.
tasmāttarhi subhūte bodhisattvena mahāsattvena evamapratiṣṭhitaṁ cittamutpādayitavyaṁ yanna kvacitpratiṣṭhitaṁ cittamutpādayitavyam na rūpapratiṣṭhitaṁ cittamutpādayitavyaṁ na śabdagandharasaspraṣṭavyadharmapratiṣṭhitaṁ cittamutpādayitavyam»
È quindi solo nell'ambito del pensiero che non è prodotto come oggetto della mente che la Perfezione della Saggezza può esplicitarsi appieno, in un livello diverso dal ragionamento discorsivo, ma non da questo separato, infatti viene decisamente negata l'esistenza indipendente di una "più alta e più completa mente risvegliata".
L'universo che viene descritto nel prosieguo del testo come smisurato (di tanti mondi quanti i granelli di sabbia di tutti i Gange se questi fossero tanti fiumi quanti i granelli di sabbia del Gange), pur tuttavia ciascun luogo diventa una Terra Pura se solo quattro versi della Prajñāpāramitā vengono recitati.

#### Il Tathāgata
L'uso dei termini convenzionali ha senso solo nella sfera del condizionato e del relativo, ma nel momento in cui si osservano i fenomeni per la loro realtà, la vacuità, ecco che tutti i termini perdono il loro valore, anche se si tratta del Tathāgata: 
api tu khalu punaḥ subhūte yaḥ kaścidevaṁ vadet-tathāgato gacchati vā āgacchati vā tiṣṭhati vā niṣīdati vā, śayyāṁ vā kalpayati, na me subhūte (sa) bhāṣitasyārthamājānāti tatkasya hetoḥ? tathāgata iti subhūte ucyate na kvacidgato na kutaścidāgataḥ tenocyate tathāgato'rhan samyaksaṁbuddha iti»

### La conclusione
Il Buddha conclude con un brano rimasto famoso. Dopo aver sostenuto che guadagnerebbe un maggior cumulo di meriti un "figlio o una figlia di buona famiglia" che recitasse una sola strofa di quattro versi di questo sutra rispetto a un Bodhisattva che, riempiti incalcolabili e immisurabili universi di sette tesori li offrisse al Tathāgata, ed ecco che viene espressa appunto una strofa di quattro versi:
Tārakā timiraṁ dīpo, māyāvaśyāya budbudam, svapnaṁ ca vidyudabhraṁ ca evaṁ draṣṭavya saṁskṛtam, tathā prakāśayet, tenocyate saṁprakāśayediti.»
Yīqiē yǒuwèi fǎ, rú mèng huàn pāoyǐng, rú lù yì rú diàn, yìng zuò rú shì guān»